# Emerson Jones
Emerson Jones, née le 7 juillet 2008 à Gold Coast, est une joueuse australienne de tennis.

## Biographie
Emerson Jones est née et a grandi à Gold Coast, dans le Queensland, où elle a fréquenté le Coomera Anglican College. Sa mère, Loretta Harrop, est une triathlète professionnelle médaillée d'argent olympique en 1996 et championne du monde de triathlon en 1999. Son père, Brad Jones, est un ancien joueur de football australien. Son frère aîné, Hayden, est également un joueur de tennis.

## Carrière junior
En 2023, Emerson Jones remporte le tournoi de College Park, le championnat d'Asie/Océanie en Corée du Sud puis enchaîne avec un titre à Osaka.
Début 2024, après un titre à Traralgon, elle parvient en finale de l'Open d'Australie où elle est battue par la Slovaque Renáta Jamrichová. À Wimbledon, elle est une nouvelle fois battue en finale par Jamrichová. Malgré une défaite au 3e tour de l'US Open, elle devient n°1 mondiale junior.
En octobre, elle participe aux finales ITF Junior et remporte le titre, lui permettant d'être sacrée championne du monde junior en fin d'année.
Début 2025, après avoir été invitée en grand tableau de l'Open d'Australie, elle dispute à nouveau le tournoi junior filles.

## Carrière professionnelle
Elle fait ses débuts sur le circuit WTA en janvier 2023 grâce à une wild-card pour les qualifications du tournoi WTA 250 de Hobart.
Début 2024, elle dispute les qualifications de l'Open d'Australie où elle est battue dès le 1er tour par sa compatriote Priscilla Hon. Début novembre, elle s'impose sur le W75 de Sydney face à Taylah Preston.
En janvier 2025, elle réalise un coup d'éclat au tournoi WTA 500 d'Adélaïde en dominant au 1er tour la Chinoise Wang Xinyu, 37e mondiale, puis en étant battue de peu au tour suivant par la Russe Daria Kasatkina. Invitée à faire ses débuts en tableau principal de Grand Chelem à l'Open d'Australie, elle est sèchement battue par la Kazakhe Elena Rybakina, n°6 mondiale (6-1, 6-1).

## Parcours en Grand Chelem

### En simple dames
| Année | Open d'Australie | Open d'Australie | Internationaux de France | Internationaux de France | Wimbledon | Wimbledon   | US Open | US Open |
| ----- | ---------------- | ---------------- | ------------------------ | ------------------------ | --------- | ----------- | ------- | ------- |
| 2025  | 1er tour (1/64)  | Elena Rybakina   | —                        | —                        | Q3        | Diane Parry | —       | —       |

N.B. : sous le résultat se trouve le nom de l’ultime adversaire.

### En double mixte
| Année | Open d'Australie                                                                   | Open d'Australie | Internationaux de France | Internationaux de France | Wimbledon | Wimbledon | US Open | US Open |
| ----- | ---------------------------------------------------------------------------------- | ---------------- | ------------------------ | ------------------------ | --------- | --------- | ------- | ------- |
| 2025  | 1er tour (1/16) H. Jones \|\| style="text-align:left;" \| Hsieh S.-w. J. Zieliński | —                | —                        | —                        | —         | —         | —       |         |

N.B. : le nom du partenaire se trouve sous le résultat ; les noms des ultimes adversaires se trouvent à droite.

## Parcours en Grand Chelem junior

### Simples filles
| Année | Open d'Australie | Open d'Australie  | Internationaux de France | Internationaux de France | Wimbledon     | Wimbledon          | US Open         | US Open            |
| ----- | ---------------- | ----------------- | ------------------------ | ------------------------ | ------------- | ------------------ | --------------- | ------------------ |
| 2023  | 2e tour (1/16)   | Tereza Valentová  | 1/8 de finale            | Alina Korneeva           | 1/8 de finale | Mika Stojsavljevic | 1er tour (1/32) | Mingge Xu          |
| 2024  | Finale           | Renáta Jamrichová | 1er tour (1/32)          | Daria Shadchneva         | Finale        | Renáta Jamrichová  | 1/8 de finale   | Mika Stojsavljevic |
| 2025  | 1/2 finale       | Wakana Sonobe     | 1/2 finale               | Lilli Tagger             | 1/4 de finale | Mia Pohánková      | —               | —                  |

N.B. : à droite du résultat se trouve le nom de l'ultime adversaire.

### Double filles
| 2023 | 1/8 de finale W. Sonobe \|\| style="text-align:left;" \| E. McDonald L. Udvardy              | 1/8 de finale H. Klugman \|\| style="text-align:left;" \| A. Kovackova L. Samson    | 1er tour (1/16) E.N. Milić \|\| style="text-align:left;" \| H. Klugman I. Lacy         | 1/8 de finale C. Esquiva Bañuls \|\| style="text-align:left;" \| H. Klugman M. Xu           |   |   |
| 2024 | 1/8 de finale M. Stojsavljevic \|\| style="text-align:left;" \| Y. Konstantinova T. Kostović | 1/2 finale V. Paganetti \|\| style="text-align:left;" \| R. Jamrichová T. Valentová | 1/2 finale V. Paganetti \|\| style="text-align:left;" \| T.C. Grant I. Jovic           | 1er tour (1/16) V. Paganetti \|\| style="text-align:left;" \| L. Urbanová A. Vergara Rivera |   |   |
| 2025 | Finale H. Klugman                                                                            | A. Penickova K. Penickova                                                           | 1er tour (1/16) H. Klugman \|\| style="text-align:left;" \| E. Bennemann S. Zhenikhova | 1/4 de finale J. Vandromme \|\| style="text-align:left;" \| K. Penickova V. Valdmannová     | — | — |

N.B. : le nom de la partenaire se trouve sous le résultat ; les noms des ultimes adversaires se trouvent à droite.

## Classements WTA en fin de saison
| Année          | 2023 | 2024 |
| Rang en simple | 873  | 427  |
| Rang en double | 1259 | 1033 |

Source : (en) Classements de Emerson Jones sur le site officiel de la Fédération internationale de tennis